# Rayquaza
 (août 2011).
Si vous disposez d'ouvrages ou d'articles de référence ou si vous connaissez des sites web de qualité traitant du thème abordé ici, merci de compléter l'article en donnant les références utiles à sa vérifiabilité et en les liant à la section « Notes et références ».
Rayquaza  (prononcé "raiqueza", provenant de rayon et de quasar) est une espèce de Pokémon de troisième génération. C'est un Pokémon légendaire et la mascotte du jeu vidéo Pokémon Émeraude.

## Création

### Conception graphique
Rayquaza dispose d'un très long corps vert en forme de serpent. Il possède de petites ailes de forme rectangulaire à bordure rouge. Le long de son corps et à l'extrémité  de la queue. Il a trois griffes à chaque main. Sur le dessus de sa tête se trouvent deux grandes cornes et deux plus petites sur le dessous. Rayquaza a une très large gueule, avec deux crocs visibles et quelques dents pointues à l'intérieur. Un motif jaune composé d'anneaux jaunes orne son corps, ressemblant à celui de Kyogre et Groudon ainsi que son œil à pupille jaune sur noir, le même que les deux autres légendaires cités.. En chromatique (ou "shiny") Rayquaza est noir.

### Étymologie
Le nom Rayquaza vient de Rayon et de Quasar (Un quasar est un noyau de galaxie extrêmement lumineux. Les quasars sont les entités les plus lumineuses de l'Univers).

## Description
Il est le Pokémon « gardien de la couche d'ozone » et protège la Terre de tout ce qu'il considère comme étant une attaque. Il serait descendu sur Terre pour mettre fin au combat entre Kyogre et Groudon. Il a l'allure d'un dragon chinois, il est vert avec des traits jaunes et est de type Dragon et Vol. Dans la mythologie, Rayquaza représente le serpent de l'infini, qui lors de la fin du monde, formerait un 8 avec son corps autour de la planète Terre, et qui finira par se mordre la queue à la fin de son tour.

## Apparitions

### Jeux vidéo
Rayquaza apparaît dans série de jeux vidéo Pokémon (dans Pokemon Emeraude le 16 septembre 2004). D'abord en japonais, puis traduits en plusieurs autres langues, ces jeux ont été vendus à plus de 200 millions d'exemplaires à travers le monde.
Il est possible de le capturer dans le pilier céleste qui se trouve vers Pacifiville dans les versions GBA Pokémon Rubis, Saphir et Emeraude des jeux vidéo disponibles sur Game Boy Advance. La particularité présente dans Pokémon Emeraude, jeu dans lequel Rayquaza est au centre de la trame, c'est qu'il faut grimper la tour où il réside deux fois, la première pour demander son aide afin d'interrompre le combat entre Kyogre et Groudon, sur le point de détruire le monde, et une deuxième fois en post-générique pour enfin prendre part à un combat épique. À noter que dans cette tour, certain morceaux du sol s'effondrent quand le joueur marche dessus, il faut en effet le vélo de course pour pouvoir franchir ces obstacles. Entraînez-vous bien sur ce fameux vélo incontrôlable, car lors de votre seconde ascension, les étages seront bien plus difficiles !
Dans les jeux vidéo Pokémon Donjon Mystère bleu et rouge il est possible de le voir se joindre à votre équipe après avoir fini le jeu. Rayquaza apparait aussi comme boss d'un niveau de Super Smash Bros Brawl.

### Série télévisée et films
La série télévisée Pokémon ainsi que les films sont des aventures séparées de la plupart des autres versions de Pokémon et mettent en scène Sacha en tant que personnage principal. Sacha et ses compagnons voyagent à travers le monde Pokémon en combattant d'autres dresseurs Pokémon.
Il apparait dans le 7e film Pokémon, La Destinée de Deoxys, ainsi que dans le 18e film, Hoopa et le Choc des légendes.

## Réception
Une Game Boy Advance SP spéciale Rayquaza est sortie exclusivement au Japon, pour Pokémon Émeraude.